# Беловское водохранилище
Беловское водохранилище — водохранилище в верхнем течении реки Иня, притока Оби, в Беловском муниципальном округе Кемеровской области. Водохранилище было создано в 1964 году для нужд Беловской ГРЭС. Его назначение — технологическое водоснабжение станции, охлаждение и отведение отработанных вод.

## Основные характеристики
Длина: около 10 км. Ширина: от 1 до 2,3 км. Максимальная глубина: 12 м, средняя глубина — 4,4 м. Площадь: 13,6 км².